# Nový Jičín-i járás

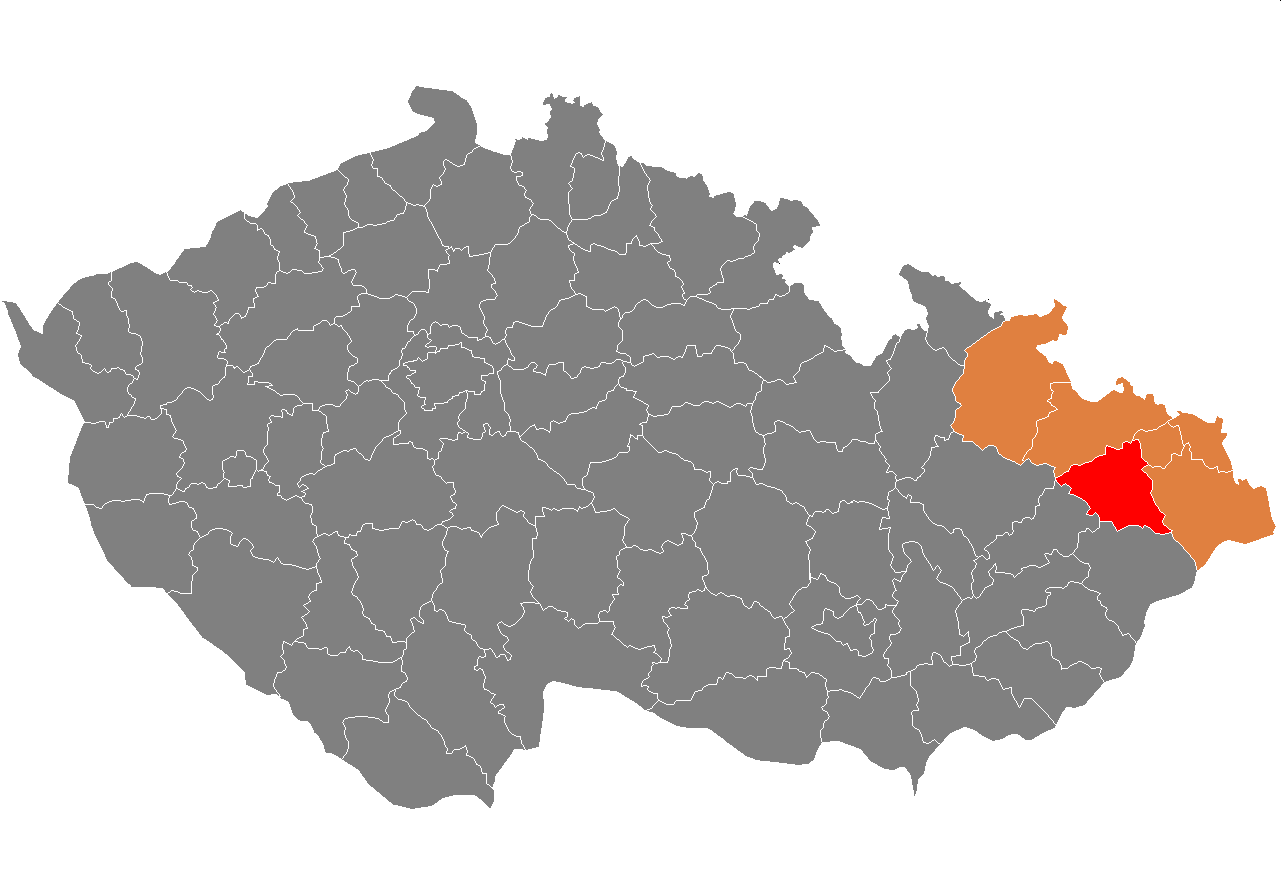
A Nový Jičín-i járás

A Nový Jičín-i járás (csehül: Okres Nový Jičín) közigazgatási egység Csehország Morva-sziléziai kerületében. Székhelye Nový Jičín. Lakosainak száma 154 255 fő (2009). Területe 881,59 km².

## Városai, mezővárosai és községei
A városok félkövér, a mezővárosok dőlt, a községek álló betűkkel szerepelnek a felsorolásban.
Albrechtičky •
Bartošovice •
Bernartice nad Odrou •
Bílov •
Bílovec •
Bítov •
Bordovice •
Bravantice •
Frenštát pod Radhoštěm •
Fulnek •
Heřmanice u Oder •
Heřmánky •
Hladké Životice •
Hodslavice •
Hostašovice •
Jakubčovice nad Odrou •
Jeseník nad Odrou •
Jistebník •
Kateřinice •
Kopřivnice •
Kujavy •
Kunín •
Libhošť •
Lichnov •
Luboměř •
Mankovice •
Mořkov •
Mošnov •
Nový Jičín •
Odry •
Petřvald •
Příbor •
Pustějov •
Rybí •
Sedlnice •
Šenov u Nového Jičína •
Skotnice •
Slatina •
Spálov •
Starý Jičín •
Štramberk •
Studénka •
Suchdol nad Odrou •
Tichá •
Tísek •
Trnávka •
Trojanovice •
Velké Albrechtice •
Veřovice •
Vražné •
Vrchy •
Závišice •
Ženklava •
Životice u Nového Jičína

## Fordítás
- Ez a szócikk részben vagy egészben  a   Nový Jičín District című angol Wikipédia-szócikk ezen változatának fordításán alapul.  Az eredeti cikk szerkesztőit annak laptörténete sorolja fel. Ez a jelzés csupán a megfogalmazás eredetét és a szerzői jogokat jelzi, nem szolgál a cikkben szereplő információk forrásmegjelöléseként.
- Ez a szócikk részben vagy egészben  az   Okres Nový Jičín című cseh Wikipédia-szócikk ezen változatának fordításán alapul.  Az eredeti cikk szerkesztőit annak laptörténete sorolja fel. Ez a jelzés csupán a megfogalmazás eredetét és a szerzői jogokat jelzi, nem szolgál a cikkben szereplő információk forrásmegjelöléseként.